# Ривара
Ривара (італ. Rivara, п'єм. Ruvera) — муніципалітет в Італії, у регіоні П'ємонт,  метрополійне місто Турин.
Ривара розташована на відстані близько 550 км на північний захід від Рима, 31 км на північ від Турина.
Населення — 2699 осіб (2014).
Щорічний фестиваль відбувається 24 червня. Покровитель — святий Іван Хреститель.

## Демографія
Населення за роками:

Станом на 1 січня 2023 року в муніципалітеті офіційно проживали 202 іноземці з 23 країн, серед них 106 громадян країн Євросоюзу.

## Сусідні муніципалітети
- Барбанія
- Бузано
- Форно-Канавезе
- Левоне
- Пертузіо
- Праскорсано
- Пратільйоне
- Сан-Понсо
- Вальперга